# علی خصیف
علی خصیف (عربی: علي خصيف؛ زاده ۹ ژوئن ۱۹۸۷) یک بازیکن فوتبال اهل امارات متحده عربی است.
وی همچنین در تیم ملی فوتبال امارات متحده عربی بازی کرده‌است.